# Boomhommel
De boomhommel (Bombus hypnorum) is een vrij grote soort hommel en is veel in tuinen en parken te vinden. Oorspronkelijk was de hommel echter alleen een bosbewoner. Het borststuk is oranje-bruin gekleurd en het achterlijf zwart met een witte punt. Boomhommels verblijven vaak in nestkasten. Bij warm weer zorgt een hommel in de nestkastopening voor ventilatie door de vleugels snel te bewegen. Een volgroeide kolonie van de boomhommel bestaat uit zo'n 80 tot 400 werksters. De koningin is 18-22 mm, de werkster 8-18 mm en het mannetje 14–16 mm lang. De nestzoekende koninginnen zijn te zien van midden februari tot eind april, de werksters van begin april tot midden augustus en de jonge koninginnen en mannetjes van eind mei tot eind augustus. De mannetjes kunnen op het voorstuk van het achterlijf ook oranje-bruin gekleurd zijn. De mannetjes blijven net zo lang voor de nestopening rondvliegen totdat er een jonge koningin naar buiten komt, waarna direct paring plaatsvindt.

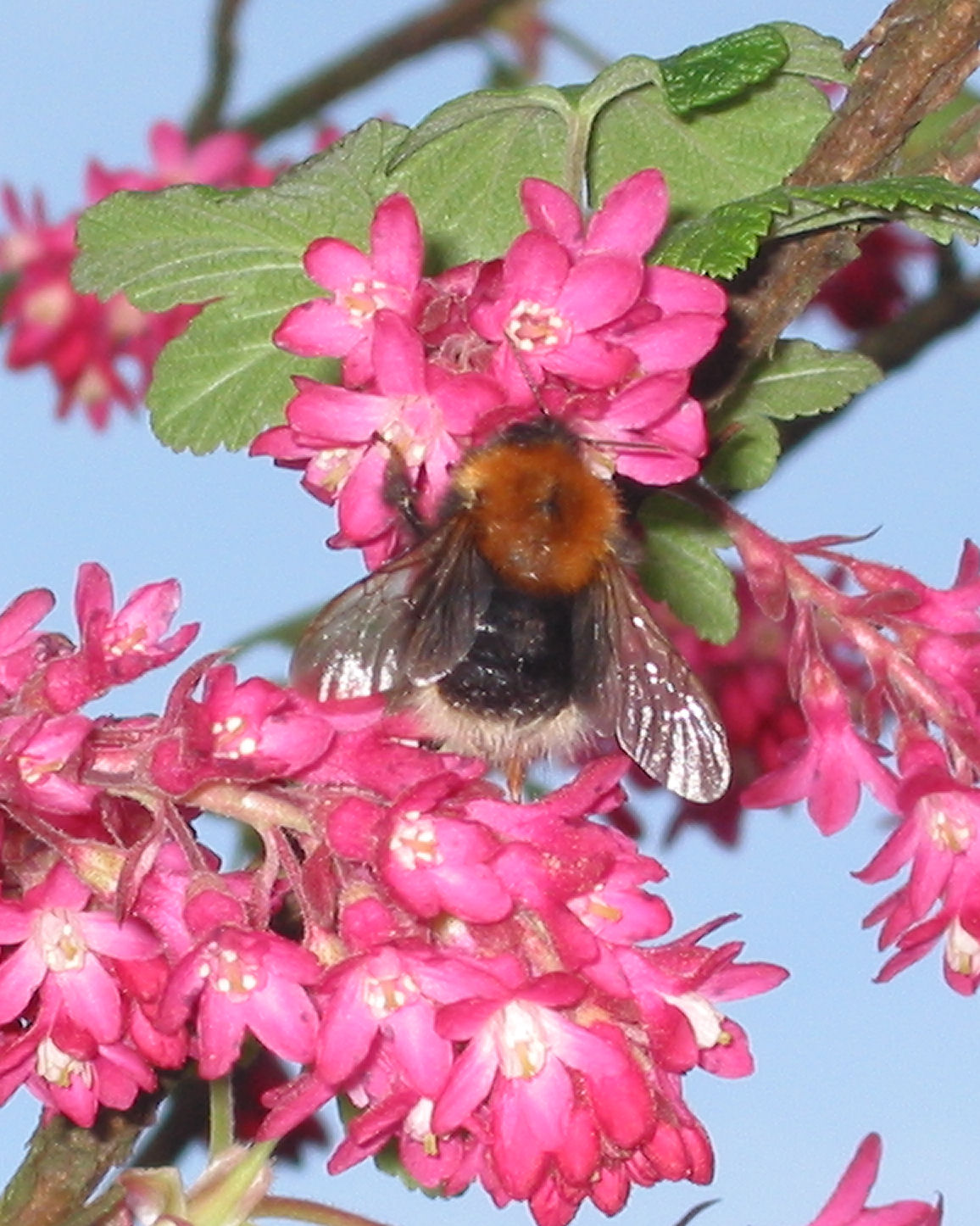
Koningin op Ribes sanguineum
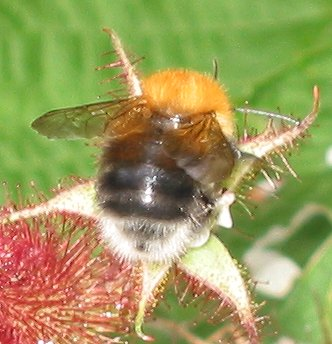
Boomhommel op Japanse wijnbes
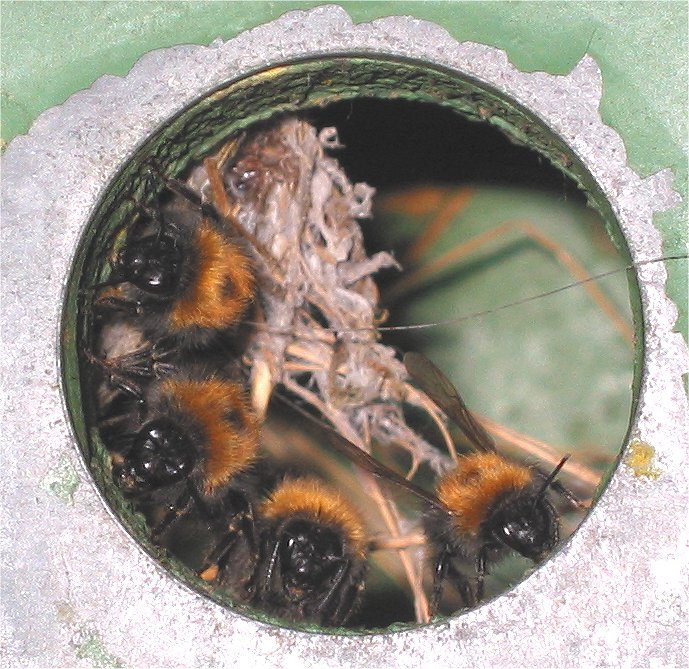
Boomhommels op wacht voor de ingang van het nest in een vogelhuisje
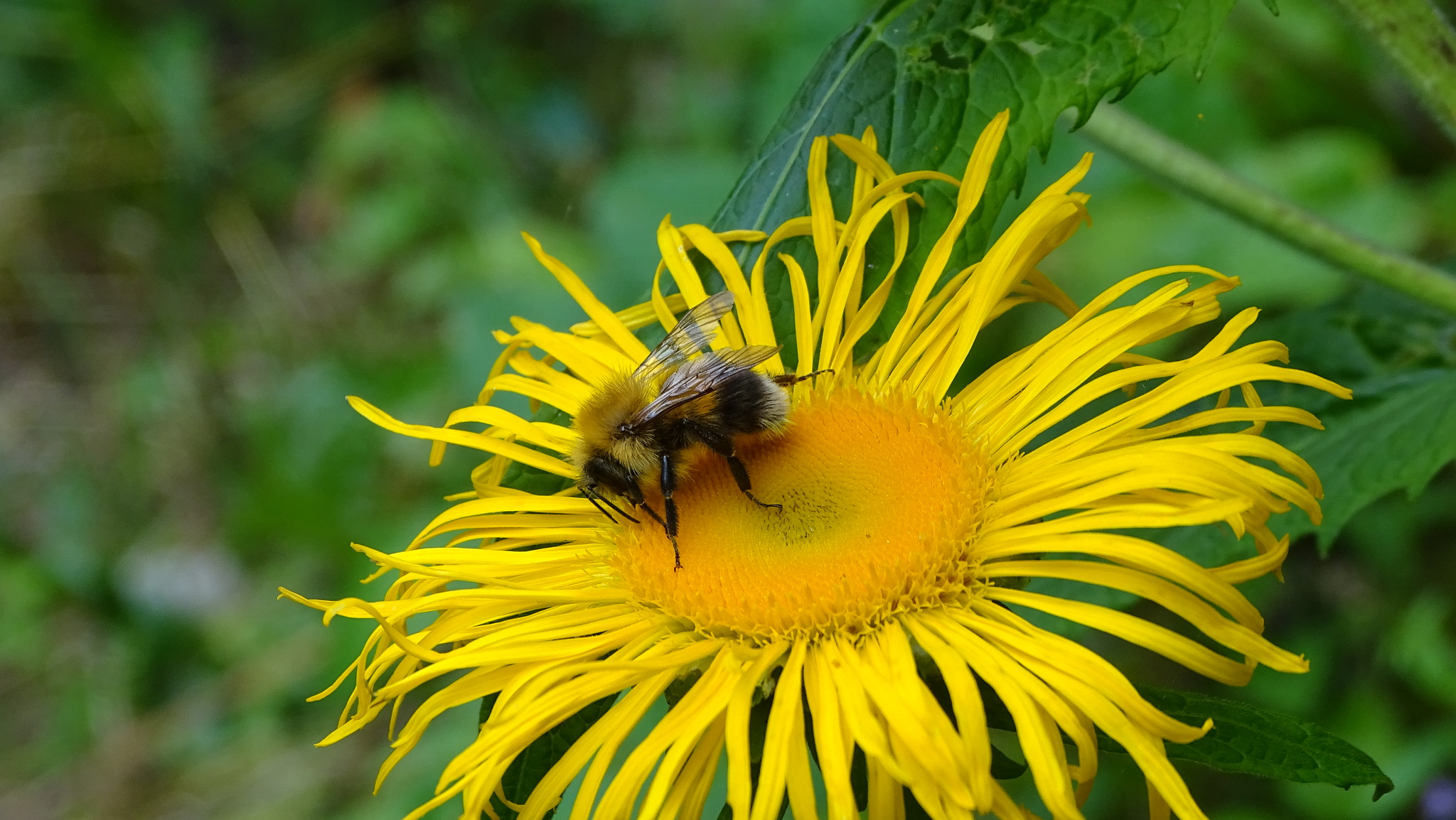
Video van boomhommel
- Foeragerende Boomhommel
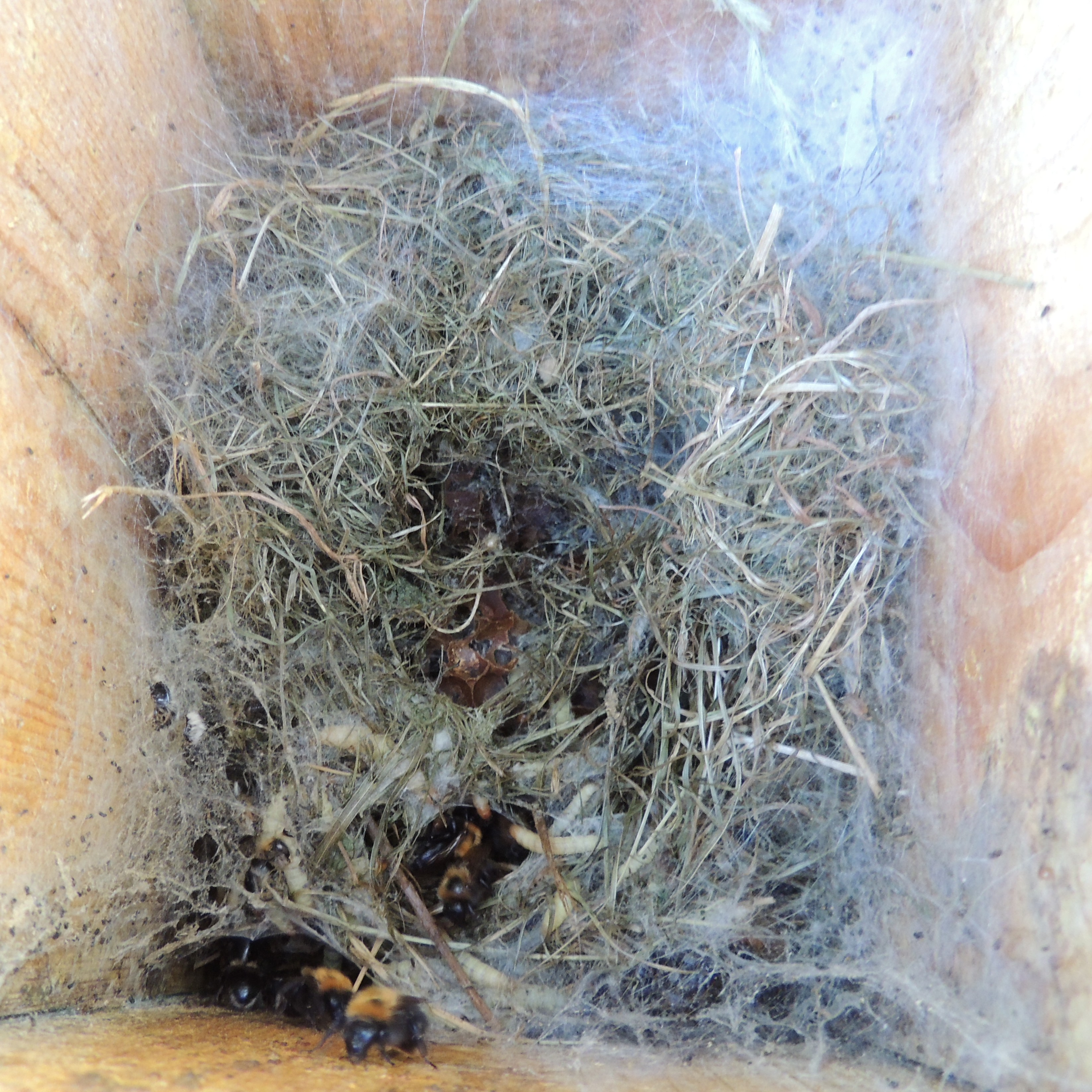
Boomhommelnest geparasiteerd door de grote wasmot en met poppen van de hommelnestmot